# Суини, Элисон
Э́лисон Энн Суи́ни (англ. Alison Ann Sweeney; род. 19 сентября 1976, Лос-Анджелес, Калифорния) — американская телевизионная актриса, ведущая и писательница. Она наиболее известна благодаря своей роли мстительной интриганки Сэми Брэди в дневной мыльной опере NBC «Дни нашей жизни», где она снималась с января 1993 года по 30 октября 2014 года. За эту роль, Суини получила шесть премий «Дайджеста мыльных опер», в том числе и три награды как лучшей злодейке дневного эфира. Также она хорошо известна как ведущая шоу The Biggest Loser, начиная с 2007 года. В январе 2014 года, Суини, после двадцати одного года в мыле, объявила, что покидает «Дни нашей жизни». Уже после ухода, роль принесла ей номинацию на Дневную премию «Эмми» за лучшую женскую роль в драматическом сериале в 2015 году.

## Личная жизнь
С 8 июля 2000 года замужем за полицейским Дэвидом Санов. У супругов есть двое детей — сын Бенджамин Эдвард Санов (род. 25.02.05) и дочь Меган Хоуп Санов (род. 12.01.09).